# 福州地铁3号线
福州地铁3号线，又称福州市轨道交通3号线，是中华人民共和国福建省福州市第三期建设规划中的一条城市轨道交通线路。

## 简介
2010年12月3日，福州市城市地铁有限责任公司发布福州市轨道交通远景（2050年）规划线网，线网将由7条线路组成，其中地铁3号线城区段将与1号线、2号线、4号线、5号线形成基本网络。2015年12月31日，国家发展和改革委员会批复了福州市城市轨道交通第二期建设规划（2015～2021年）。
根据2021年修编的福州城市轨道交通线网规划，福州地铁3号线是福州市轨道交通骨架线路，是地铁1、2、4、5号线所形成的基本轨道交通网络的加密线。3号线全长35.35公里，设站26座。南北向骨干线，北起战坂站，南止规划福州火车西站，连接鼓台晋老城区、仓山区和高新区、南屿镇、至规划终点南通镇。其中3号线一期线路长约32.4km，设站24座，全地下线。

## 车站
| 3号线        |          |              |          |        |            |          |
| 车站名称     | 英文名称 | 与前站距(米) | 换乘线路 | 所在地 | 启用时间   | 车站类型 |
| 站坂         |          | 不適用       | 不適用   | 晋安区 | 预计2030年 | 地下     |
| 龙头路       |          | 不適用       | 不適用   | 晋安区 | 预计2030年 | 地下     |
| 儿童公园     |          | 不適用       | 不適用   | 晋安区 | 预计2030年 | 地下     |
| 福飞北路     |          | 不適用       | 不適用   | 晋安区 | 预计2030年 | 地下     |
| 省体中心     |          | 不適用       | 不適用   | 鼓楼区 | 预计2030年 | 地下     |
| 树兜         |          | 不適用       | █ 1号线  | 鼓楼区 | 预计2030年 | 地下     |
| 湖东路       |          | 不適用       | 不適用   | 鼓楼区 | 预计2030年 | 地下     |
| 省立医院     |          | 不適用       | █ 4号线  | 鼓楼区 | 预计2030年 | 地下     |
| 水部         |          | 不適用       | █ 2号线  | 鼓楼区 | 预计2030年 | 地下     |
| 五一南路     |          | 不適用       | 不適用   | 台江区 | 预计2030年 | 地下     |
| 达道         |          | 不適用       | █ 1号线  | 台江区 | 预计2030年 | 地下     |
| 上下杭       |          | 不適用       | 不適用   | 台江区 | 预计2030年 | 地下     |
| 长寿路       |          | 不適用       | 不適用   | 台江区 | 预计2030年 | 地下     |
| 横江渡       |          | 不適用       | █ 6号线  | 仓山区 | 预计2030年 | 地下     |
| 浦上大道     |          | 不適用       | █ 5号线  | 仓山区 | 预计2030年 | 地下     |
| 高宅路       |          | 不適用       | 不適用   | 仓山区 | 预计2030年 | 地下     |
| 花溪南路     |          | 不適用       | 不適用   | 仓山区 | 预计2030年 | 地下     |
| 马排         |          | 不適用       | 不適用   | 闽侯县 | 预计2030年 | 地下     |
| 旗山大道     |          | 不適用       | 不適用   | 闽侯县 | 预计2030年 | 地下     |
| 福耀科技大学 |          | 不適用       | 不適用   | 闽侯县 | 预计2030年 | 地下     |
| 论 编        |          |              |          |        |            |          |